# 공주봉황초등학교
공주봉황초등학교는 대한민국 충청남도 공주시에 있는 공립 초등학교이다.

## 학교 연혁
- 1945년 10월 25일 공주상반공립국민학교 개교
- 1949년 4월 1일 공주봉황국민학교로 개칭
- 1976년 3월 1일 특수학급 인가
- 1982년 3월 10일 병설유치원 개원
- 1990년 9월 30일 후동교사 개축
- 1994년 2월 14일 급식소 준공
- 1996년 3월 1일 공주봉황초등학교로 개칭
- 1999년 9월 1일 금벽분교장 통합
- 2004년 12월 31일 별관 신축(급식실, 강당, 특별교실)
- 2015년 2월 12일 제70회 졸업장 수여식(총 졸업생수 8,248명)
- 2015년 3월 1일 초등학교 7학급(특수학급 포함) 유치원 1학급 편성

## 같이 보기
- 봉황
- 봉황산

## 참고 자료
- 공주봉황초등학교 - 한국교육학술정보원 학교알리미